# قلعة تيكونديروجا

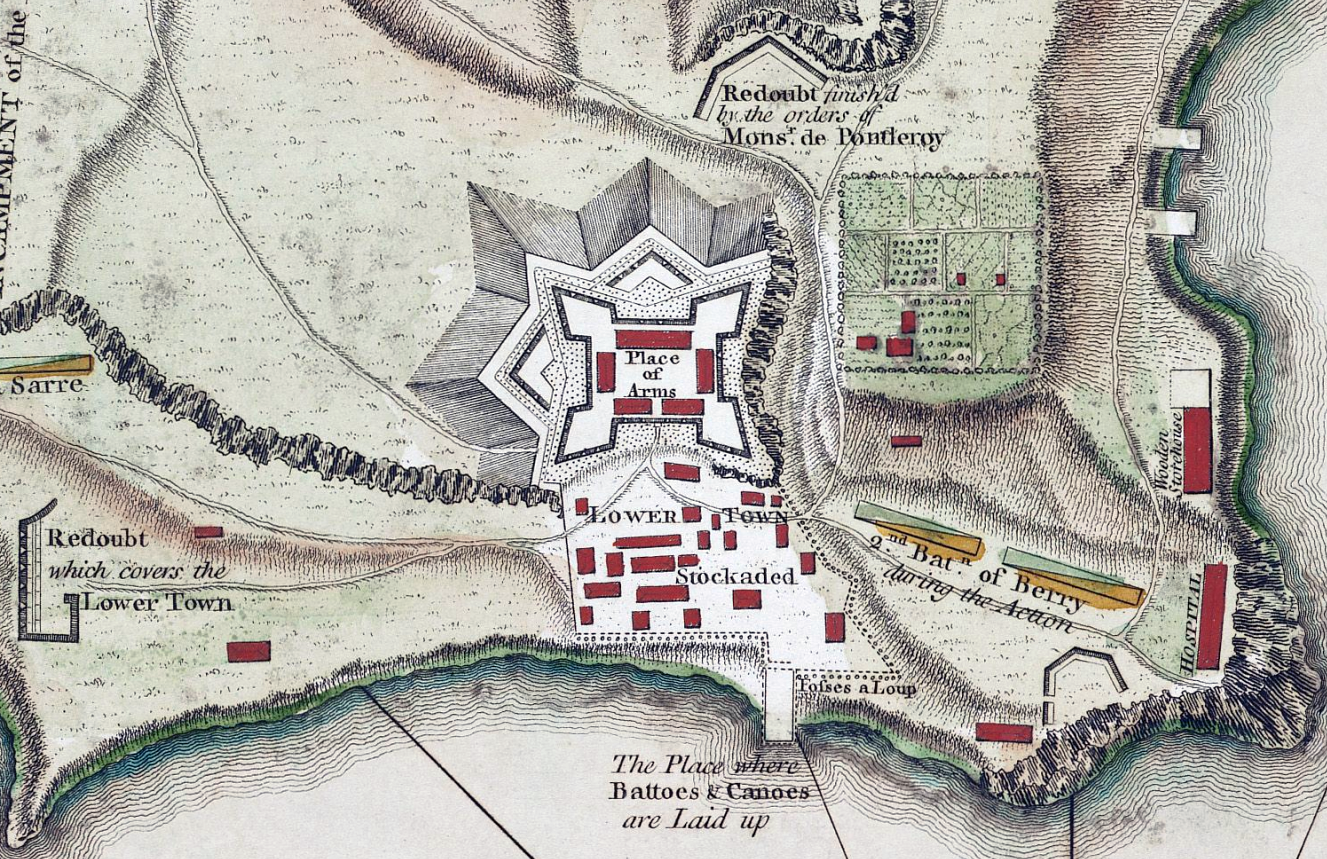
تفاصيل خريطة 1758 التي تظهر تخطيط القلعة

حصن تيكونديروجا ، سميت سابقا قلعة الأجراس، هي قلعة كبيرة بناها الفرنسيون في القرن ال 18 بالقرب من الطرف الجنوبي من بحيرة شامبلين، في شمال نيويورك في الولايات المتحدة. تم انشاءها من قبل المهندس العسكري الفرنسي المولد الكندي ميشيل تشارتير دي لوتبينير، ماركيز دي لوتبينير بين أكتوبر 1755 و 1757، خلال العمل في «مسرح أمريكا الشمالية» من حرب السنوات السبع، والذي يشار إليه غالبًا في الولايات المتحدة باسم الفرنسيين والحرب الهندية. كان للقلعة أهمية إستراتيجية خلال الصراعات الاستعمارية في القرن الثامن عشر بين بريطانيا العظمى وفرنسا، ولعبت مرة أخرى دورًا مهمًا خلال الحرب الثورية.
سيطر الموقع على مدخل نهر إلى جانب مصب نهر لا تشوت المليء بالانحدار، في 3.5 ميل (5.6 كـم) بين بحيرة شامبلين وبحيرة جورج. وبالتالي تم وضعه بشكل استراتيجي للمنافسة على طرق التجارة بين وادي نهر هدسون الذي تسيطر عليه بريطانيا ووادي نهر سانت لورنس الذي تسيطر عليه فرنسا.
تضخم التضاريس أهمية الموقع. كانت كلتا البحيرات طويلة وضيقة وموجهة من الشمال إلى الجنوب، وكذلك خطوط التلال العديدة لجبال الآبالاش، والتي امتدت حتى جنوب جورجيا. خلقت الجبال تضاريس شبه سالكة إلى الشرق والغرب من وادي الآبالاش العظيم الذي أمر الموقع.
اسم «تيكونديروجا» يأتي من الايروكوا كلمة tekontaró: كين، وهذا يعني «أنه عند تقاطع اثنين من الممرات المائية».
خلال معركة كاريلون 1758، تمكن 4000 مدافع فرنسي من صد هجوم شنه 16 ألف جندي بريطاني بالقرب من الحصن. في عام 1759، عاد البريطانيون وأخرجوا حامية فرنسية رمزية من الحصن. خلال الحرب الثورية، عندما سيطر البريطانيون على الحصن، تعرض للهجوم في 10 مايو 1775، في الاستيلاء على حصن تيكونديروجا من قبل غرين ماونتن بويز وميليشيات الدولة الأخرى تحت قيادة إيثان ألين وبينيدكت أرنولد، الذين استولوا عليها في الهجوم المفاجئ. تم نقل المدافع التي تم أخذها من الحصن إلى بوسطن لرفع حصارها من قبل البريطانيين، الذين أخلوا المدينة في مارس 1776. احتفظ الأمريكيون بالقلعة حتى يونيو 1777، عندما احتلت القوات البريطانية بقيادة الجنرال جون بورغوين أرضًا مرتفعة فوقها؛ أدى التهديد إلى انسحاب قوات الجيش القاري من القلعة والدفاعات المحيطة بها. وقع الهجوم المباشر الوحيد على الحصن خلال الثورة في سبتمبر 1777، عندما قاد جون براون 500 أمريكي في محاولة فاشلة للاستيلاء على القلعة من حوالي 100 مدافع بريطاني.
تخلى البريطانيون عن الحصن بعد فشل حملة ساراتوجا، وتوقف عن القيمة العسكرية بعد عام 1781. بعد حصولها على الاستقلال، سمحت الولايات المتحدة للقلعة بأن تدمر. جردها السكان المحليون من الكثير من موادها القابلة للاستخدام. تم شراؤها من قبل عائلة خاصة في عام 1820، أصبحت محطة توقف على الطرق السياحية في المنطقة. في أوائل القرن العشرين، أعاد أصحابها الحصن ترميم القلعة. تعمل مؤسسة الآن الحصن كمعلم سياحي ومتحف ومركز أبحاث.

## الجغرافيا والتاريخ المبكر
شكلت بحيرة شامبلين، التي تشكل جزءًا من الحدود بين نيويورك وفيرمونت، ونهر هدسون معًا طريقًا مهمًا للسفر استخدمه الهنود قبل وصول المستعمرين الأوروبيين بوقت طويل. كان الطريق خاليًا نسبيًا من عوائق الملاحة، مع عدد قليل من الممرات. يقع مكان واحد مهم استراتيجيًا على الطريق عند تضييق بالقرب من الطرف الجنوبي لبحيرة شامبلين، حيث Ticonderoga Creek ، المعروف في العصور الاستعمارية باسم نهر La Chute ، لأنه تم تسميته من قبل المستعمرين الفرنسيين، يدخل البحيرة، ويحمل المياه من بحيرة جورج. على الرغم من أن الموقع يوفر مناظر مطلة على المدى الجنوبي لبحيرة شامبلين، جبل الدفاع، في 853 قدم (260 م) ، وتلال أخرى (جبل الأمل وجبل الاستقلال) تطل على المنطقة.

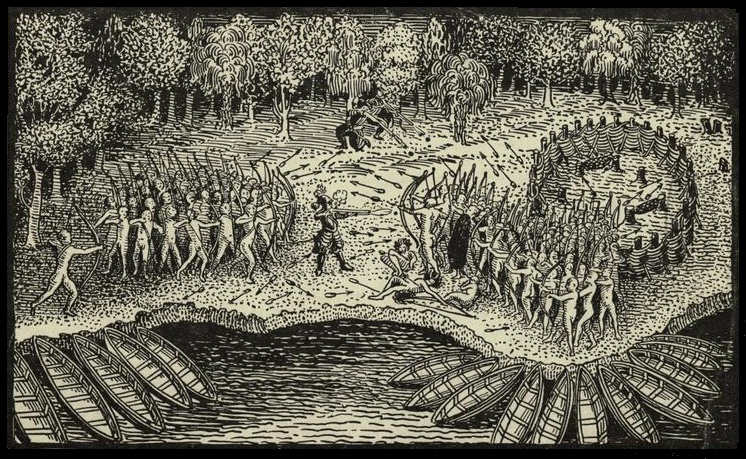
النقش بعد رسم 1609 بواسطة تشامبلين لمعركة هندية بالقرب من تيكونديروجا